# Down in Albion
Down in Albion è l'album di debutto dei Babyshambles, la band del ex-frontman dei The Libertines, Pete Doherty.
Down In Albion è stato pubblicato il 14 novembre 2005, ma l'album era già su internet dal 19 ottobre 2005. Prodotto da Mick Jones (chitarrista dei The Clash), Down In Albion contiene una nuova versione del loro secondo singolo Killamangiro e una versione reggae del brano Pentonville. La prima traccia La Belle Et La Bête è stata registrata da Pete Doherty con la sua ex-fidanzata Kate Moss e Pentonville è stata registrata da Doherty e The General, un amico conosciuto nella prigione di Pentonville.
Questo album è considerato un allontanamento dallo stile più duro e aggressivo dei The Libertines, Down In Albion contiene più romanticismo e una struttura delle liriche più complessa, uno stile più vario ed articolato che si esprime in nuovi suoni sperimentali.
L'album è stato non ben recensito dalla critica, ma su Discogs, un sito musicale di collezionismo ed intenditori è stato recensito con 4.17/5 dagli utenti.

## Tracce
1. La Belle et la Bête (featuring Kate Moss) (Pete Doherty, Chevalley, Peter Wolfe) – 5:05
2. Fuck Forever (Doherty, Patrick Walden) – 4:37
3. Á rebours (Doherty) – 3:23
4. The 32nd of December (Doherty) – 3:08
5. Pipedown (Doherty, Walden) – 2:35
6. Sticks and Stones (Doherty, Wolfe) – 4:51
7. Killamangiro (Doherty) – 3:13
8. 8 Dead Boys (Doherty, Walden) – 4:16
9. In Love with a Feeling (Doherty, Walden) – 2:51
10. Pentonville (General Santana) – 3:49
11. What Katy Did Next (Doherty, Alan Wass) – 3:07
12. Albion (Doherty) – 5:24
13. Back from the Dead (Doherty, Wolfe) – 2:52
14. Loyalty Song (Doherty, Walden) – 3:32
15. Up the Morning (Doherty, Walden) – 5:43
16. Merry Go Round (Doherty) – 5:22

## Classifiche
| Classifica (2005)      | Provider                | Posizione         |
| ---------------------- | ----------------------- | ----------------- |
| Classifica inglese     | Official Charts Company | 10                |
| Classifica francese    | SNEP                    | 72                |
| Classifica tedesca     | Media Control Charts    | 46                |
| Classifica irlandese   | IRMA                    | 28                |
| Classifica svedese     | GLF                     | 46                |
| Classifica italiana    | FIMI                    | 99                |
| Classifica svizzera    | Media Control           | 93                |
| Classifica (2006)      | Providers               | Massima posizione |
| Classifica australiana | Media Control           | 52                |

## Formazione
- Pete Doherty - voce, chitarra
- Drew Mcconnell - basso
- Adam Ficek - batteria
- Patrick Walden - chitarra elettrica